# Progreso, Santa María Peñoles
Progreso är en ort i Mexiko.   Den ligger i kommunen Santa María Peñoles och delstaten Oaxaca, i den sydöstra delen av landet, 300 km sydost om huvudstaden Mexico City. Progreso ligger 1 861 meter över havet och antalet invånare är 158.
Terrängen runt Progreso är kuperad. Runt Progreso är det glesbefolkat, med 16 invånare per kvadratkilometer. Närmaste större samhälle är San Miguel Peras, 12,6 km sydost om Progreso. I omgivningarna runt Progreso växer huvudsakligen savannskog.